# Bell P-39 Airacobra
Bell P-39 Airacobra byl americký stíhací letoun bojově nasazený v druhé světové válce. Jeho hodnocení je velmi rozporuplné – v leteckých silách USA a Spojeného království měl špatnou pověst, naopak sovětskými letci byl hodnocen výborně. Jednalo se o stroj velice neobvyklé a zajímavé koncepce. Motor byl umístěn až za pilotní kabinou, blízko těžiště stroje, přičemž malé momenty zlepšovaly obratnost letounu. Přitom vrtule v přídi letounu byla hnána přes dlouhý spojovací hřídel, procházející pod pilotem. V „prázdné“ přídi tak mohla být soustředěna hlavňová výzbroj.
Dalším nezvyklým prvkem bylo použití příďového podvozku. Tyto prvky, ač z druhé strany znamenaly jistý prodělek na hmotnosti prázdného letounu, zaujaly potenciální kupce — vojenská letectva, zvláště když firma Bell, která byla nováčkem mezi leteckými výrobci, ovšem velice průbojným a dravým, v reklamních materiálech slibovala velice zajímavé výkony — maximální rychlost se měla u sériových letounů pohybovat kolem 400 mil za hodinu (tedy kolem 644 km/h). Z tohoto také vycházelo typové označení P-400, které bylo použito u původně britských letadel modelu Airacobra, které po útoku na Pearl Harbor Američané neprodleně zabavili a zařadili do výzbroje USAAF.

## Vývoj

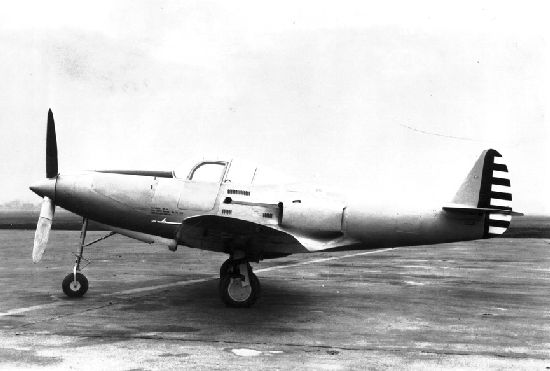
Bell XP-39 se vstupním ústrojím turbokompresoru na bocích.

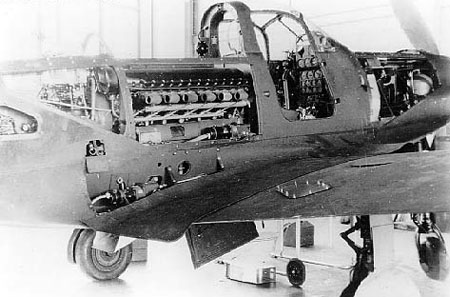
Detail trupu

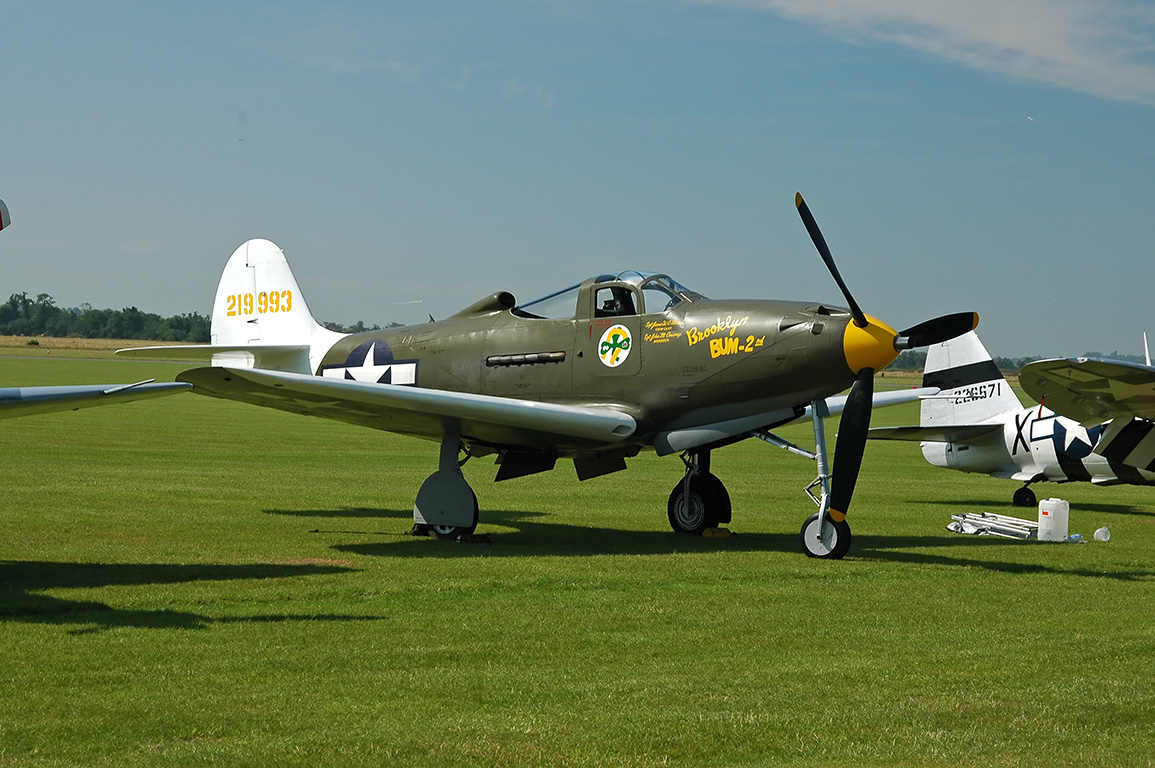
P-39Q Airacobra

První prototyp letounu XP-39 (sér. č. 38-326) vzlétl 6. dubna 1939 na letišti Wright Field v Ohiu.
Dne 27. dubna 1939 objednalo velitelství US Army Air Corps předsérii 12 letounů YP-39 (sériová čísla 40-27 až 40-39). Neozbrojený prototyp poháněný dvanáctiválcovým vidlicovým motorem Allison V-1710-39 o výkonu 802 kW s turbokompresorem B-5, bez pancéřování a ochranných (samosvorných) obalů nádrží, byl velice rychlý a dobře stoupal. Firma Bell hleděla jeho úspěchů využít a spustila přehnanou reklamní kampaň. Armádní letectvo letouny objednalo, ale později, kvůli potížím s doposud nevyzrálou konstrukcí turbokompresoru firmy General Electric, trvala na použití přeplňovaného motoru bez turbokompresoru. Než se továrna propracovala k podobě skutečného sériového stroje, narostla hmotnost a tím se pochopitelně snížily výkony.

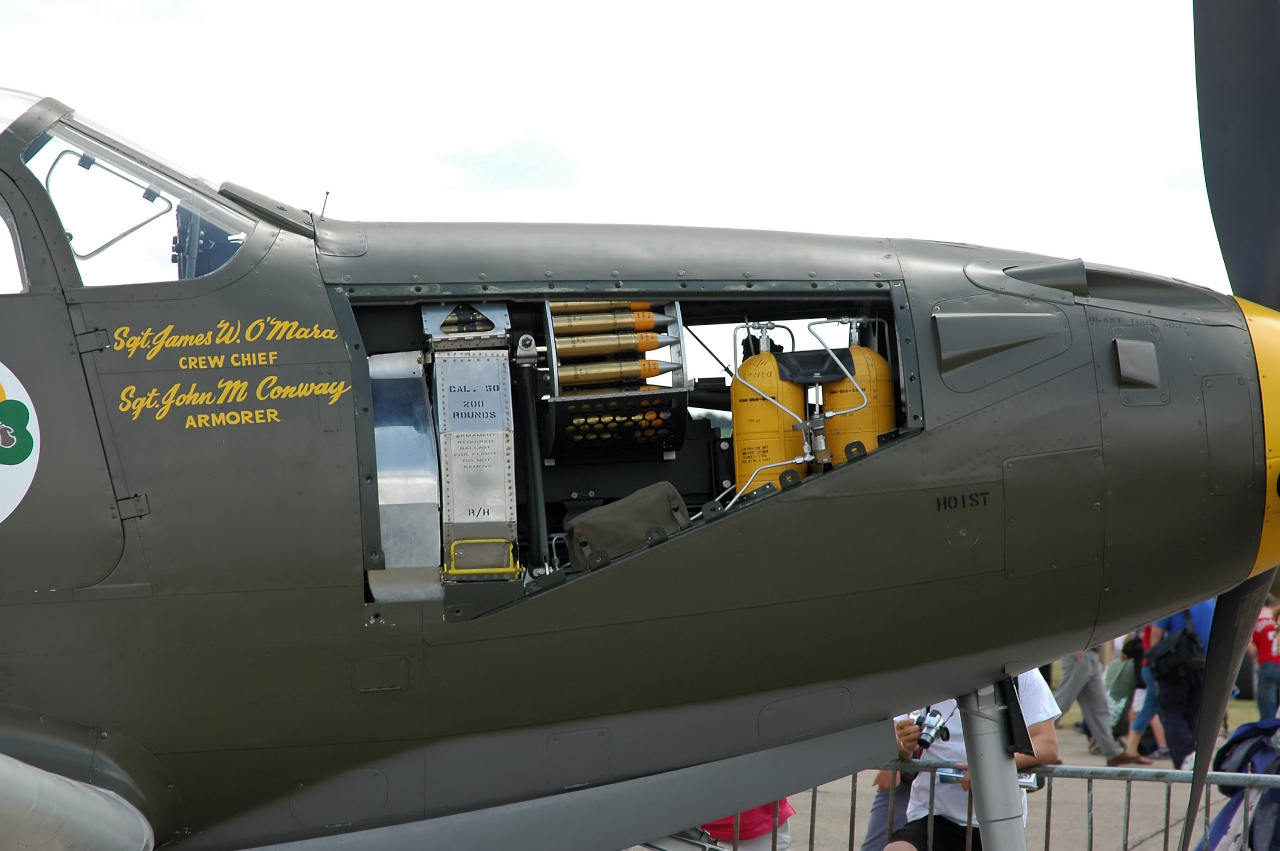
Detail výzbroje zabudované v přídi stroje P-39Q-5-BE Airacobra (42-19993)

13. září 1940 byl zalétán první stroj z ověřovací série YP-39 s motorem Allison V-1710-37 o výkonu 809 kW. Letoun byl vyzbrojen jedním automatickým kanónem Oldsmobile M 4 ráže 37 mm a po dvojici kulometů Browning M2 ráže 12,7 mm a 7,62 mm. Pilot byl chráněn lehkým pancéřovým štítem, svislá ocasní plocha byla zvětšena.
Dne 12. října 1939 bylo kontraktem AC 13383 objednáno 80 letounů P-39C, z nichž nakonec vzniklo pouze 20 (sér. č. 40-2971 až 40-2990). Jejich stavba byla zahájena v druhé polovině roku 1940, první z nich byl zalétán v lednu 1941. Stroje poháněl motor Allison V-1710-35 o výkonu 809 kW.
Po dvacetikusové sérii P-39C následovala verze P-39D, která byla shodně s verzí C vyzbrojena čtyřmi kulomety ráže 7,62 mm, dvěma kulomety ráže 12,7 mm a kanónem ráže 37 mm, ale navíc dostala (na základě bojových zkušeností z Evropy) další pasivní ochranu — samosvorné nádrže. Stroj mohl nést na centrálním závěsu pumu o hmotnosti 227 kg, nebo odhazovatelnou přídavnou palivovou nádrž s kapacitou 283 l. Výkony tohoto stroje byly nad 5000 m slabé. Celková produkce „déčka“ dosáhla počtu 923 kusů.
Zájem o nákup Airacobry projevila Francie a Velká Británie, avšak nakonec je odebrali pouze Britové, kteří je do služby v RAF zařadili pod bojovým jménem Airacobra Mk.I. Tato verze byla téměř identická s verzí P-39D s tím rozdílem, že v letounu byl zabudován automatický kanón M1 ráže 20 mm a motor Allison V-1710-E4 s výkonem 1 150 koní, šest kulometů mělo ráži 7,7 mm.
Verze P-39D se vyráběla v několika modifikacích. P-39D-1 (336 kusů) měla zaoblený přechod z kýlové plochy do hřbetu trupu a nesla kanón M 1. P-39D-2 (156 kusů) měla pohonnou jednotku Allison V-1710-63 o výkonu 975 kW. Bitevní P-39D-3 a D-4 měly pancéřování chladiče oleje a glykolu. Vznikly také tři experimentální XP-39E a určitý počet dvoumístných strojů TP-39.
Dalším vývojem vznikla varianta P-39F, jejíž 229 vyrobených exemplářů mělo dvanáct výfuků na každé straně a vrtuli Aeroproducts místo původní Curtiss Electric. U jednotek tyto stroje upravovali instalací pancéřové desky pod trup a dvou fotokamer do zádě trupu. Takto upravené letouny nesly označení P-39F-2. Pětadvacet strojů P-39J bylo navíc vybaveno automatickým regulátorem plnicího tlaku a motorem Allison V-1710-59.
Verze P-39K až N se lišily instalovanými motory a vrtulemi, přičemž varianta -N měla motor V-1710-85 o výkonu 1044 kW. Verze P-39Q byla určena pro dodávky do SSSR, jejíž výroba byla zadána v září 1942. První letouny vyšly z výroby v březnu 1943 a byly osazeny pohonnými jednotkami V-1710-85. Výzbroj tvořil kanón ráže 37 mm a celkem čtyři kulomety ráže 12,7 mm, které byly po dvou v přídi a v pouzdrech pod křídlem. Jednotlivé subvarianty P-39Q byly označovány P-39Q-1 až P-39Q-30.
Výroba Airacober skončila v září roku 1944. Celkem bylo postaveno 9558 Airacober všech verzí.[zdroj⁠?!]

## Bojové nasazení

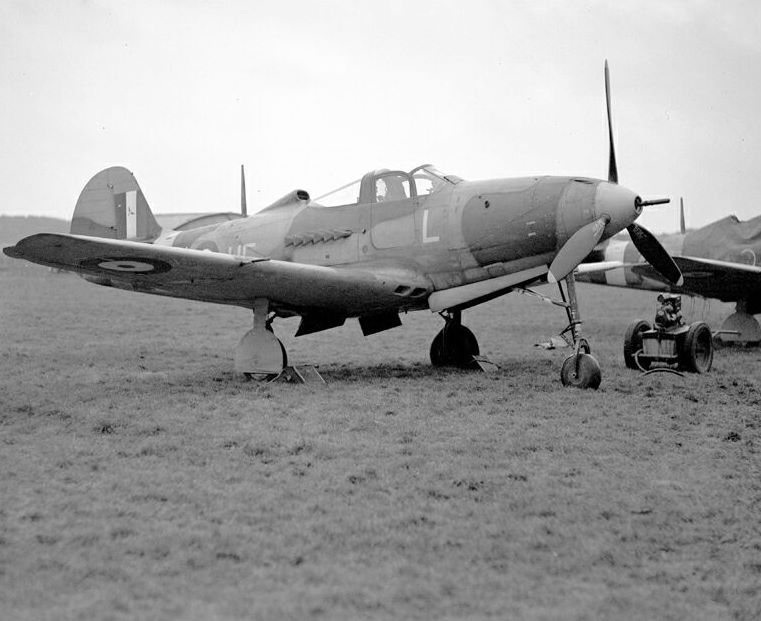
Airacobra Mk.I (AH589), 601. peruť RAF

První YP-39 převzalo letectvo USAAC 12. října 1940, poslední v prosinci téhož roku. Sloužily především ke zkouškám a výcviku armádních pilotů.
Stroje P-39C byly předány do výzbroje 39. Pursuit Squadron podléhající 31. Pursuit Group. Dosloužily během výcviku v průběhu války. V létě 1941 byly tři kusy (40-2981, 40-2983 a 40-2984) dopraveny do Velké Británie, kde obdržely sériová čísla DS173 až 175. První P-39C byl předán k testům do A&AEE v Boscombe Down DS174 do Air Fighting Development Unit v Duxfordu. Na konci října 1941 byly oba stroje předány operační 601. peruti RAF.
Prvních 11 Airacober Mk.I RAF bylo v září 1940 předáno 601. peruti „County of London“, u níž tehdy sloužilo několik československých pilotů, např. F/Lt Jaroslav Himr a F/Lt. Jiří Maňák. Čtveřice strojů zahájila bojové operace nad Francií, Britové však s těmito stroji nebyli spokojeni, i když oceňovali jejich manévrovací schopnosti.
Proto byly 11. října 1941 staženy z bojových akcí a 212 kusů bylo odesláno do SSSR.
Armádní letectvo USA používalo Airacobry zejména v Tichomoří při útocích na pozemní cíle, na Aljašce, v Itálii a na Islandu, další stroje získalo v roce 1942 Royal Australian Air Force, Portugalské letectvo pak používalo 18 internovaných Airacober. Letouny používalo též Forces aériennes françaises libres, letectvo Svobodné Francie a od května 1944 i vzdušné síly spojenecké Itálie, která své Airacobry vyřadila až v roce 1951.
V Sovětském svazu se staly Airacobry oblíbenými stroji a piloti zde s nimi dosahovali pozoruhodných bojových úspěchů. Spočívalo to zejména v tom, že boje na východní frontě se vedly v nižších letových hladinách a uspěly zejména ty letouny, které byly dobře manévrovatelné. Proto s nimi létala řada sovětských es. Například Alexandr Ivanovič Pokryškin, Grigorij Andrejevič Rečkalov a Alexandr Fjodorovič Klubov u 16. gardového stíhacího leteckého pluku (16. GIAP), od léta 1943 do léta 1944 Vladimir Dmitrijevič Lavriněnkov u 9. GIAP, Vladimir Ivanovič Bobrov u 129. GIAP a 104. GIAP, Nikolaj Dmitrijevič Gulajev, od začátku roku 1943 do konce léta 1944 Alexej Vasiljevič Aleljuchin u jednotky 9. GIAP, bratři Dmitrij Borisovič Glinka a Boris Borisovič Glinka u 45. IAP a 100. GIAP, Alexej Semjonovič Smirnov u 153. IAP a 28. GIAP, od začátku roku 1943 do léta 1944 Sultan Amet-Chan u 9. GIAP, Michail Stěpanovič Tveleněv u 9. GIAP, Arkadij Fjodorov, Fjodor Fjodorovič Archipenko u 129. GIAP, Pavel Iosifovič Čepinoga u 508. IAP, Čičiko Kajsarovič Bendeliani u jednotky 54. GIAP a další. Sovětský svaz nakonec odebral největší počet strojů – 4 578 kusů.

## Uživatelé
- Austrálie
  - Royal Australian Air Force[4]
- Francie

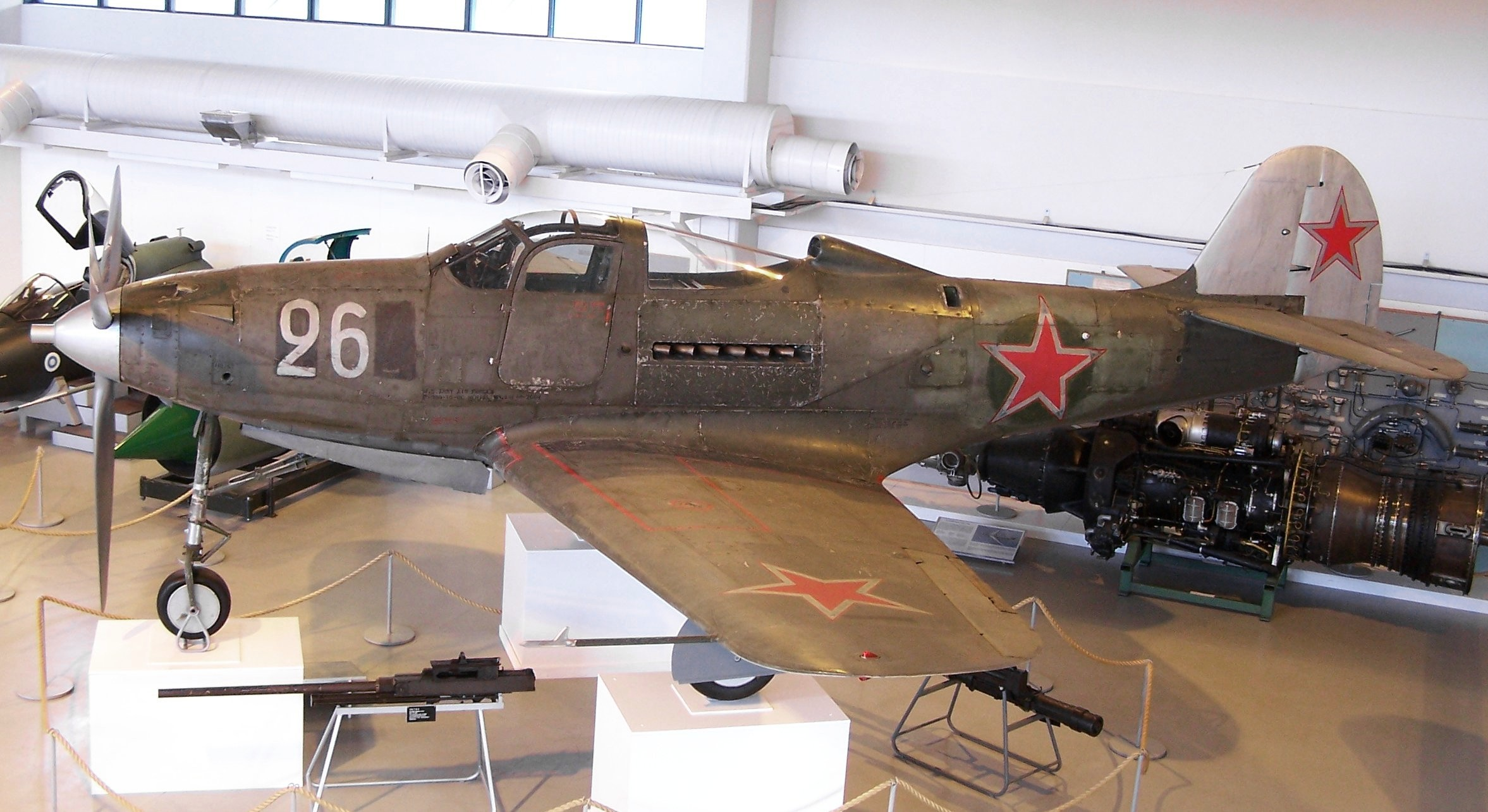
Sovětská P-39Q Airacobra

  - Forces aériennes françaises libres[5]
- Italské království
  - Regia Aeronautica[6]
- Portugalsko
  - Portugalské letectvo[7]
- Sovětský svaz
  - Sovětské letectvo'[1]
- Spojené státy americké
  - United States Army Air Corps[8]
  - United States Army Air Forces
- Spojené království
  - Royal Air Force[9]

## Specifikace (P-39L)

P-39D

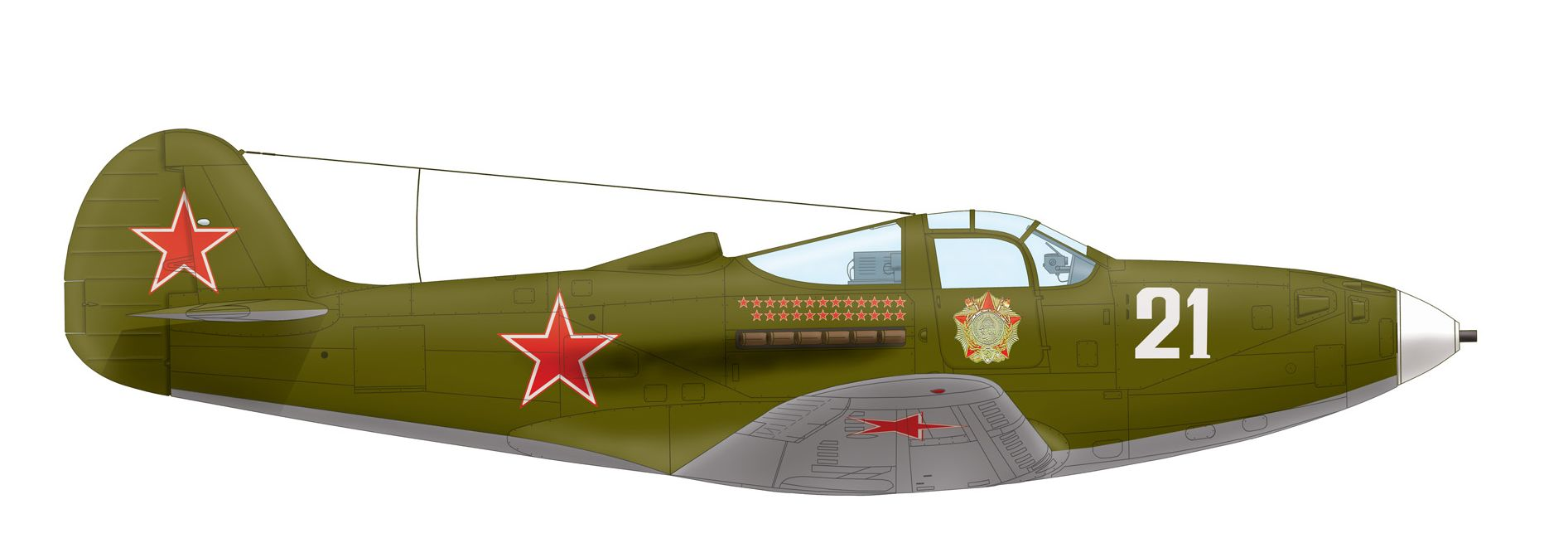
Bell P-39Q Airacobra kapitána Pavla I. Čepinogy od 508. stíhacího leteckého pluku (508. IAP) VVS RKKA, podzim 1944. Na dveřích měl namalováno vyznamenání Řád Alexandra Něvského

Data podle

### Technické údaje
- Posádka: 1 (pilot)
- Rozpětí: 10,36 m
- Délka: 9,19 m
- Výška: 3,63 m
- Plocha křídla: 19,79 m²
- Prázdná hmotnost: 2 540 kg
- Vzletová hmotnost : 3 530  kg
- Pohonná jednotka: 1 × kapalinou chlazený vidlicový dvanáctiválec typu Allison V-1710-63
- Výkon pohonné jednotky: 1 325 hp (988 kW)

### Výkony
- Maximální rychlost: 612 km/h ve výšce 3 350 m
- Dolet: 2 360 km (s přídavnou nádrží s kapacitou 283 l při rychlosti 256 km/h)
- Dostup: 10 650 m
- Počáteční stoupavost: 1 220 m/min (udáváno také 19 m/s)

### Výzbroj
- 1 × automatický kanón Oldsmobile M4 ráže 37 mm s 30 náboji
- 2 × synchronizovaný kulomet M2 Browning ráže 12,7 mm v trupu (200 nábojů na hlaveň)
- 4 × kulomet Browning ráže 7,62 mm v křídle (1 000 nábojů na hlaveň)